# Tyrolský Dům

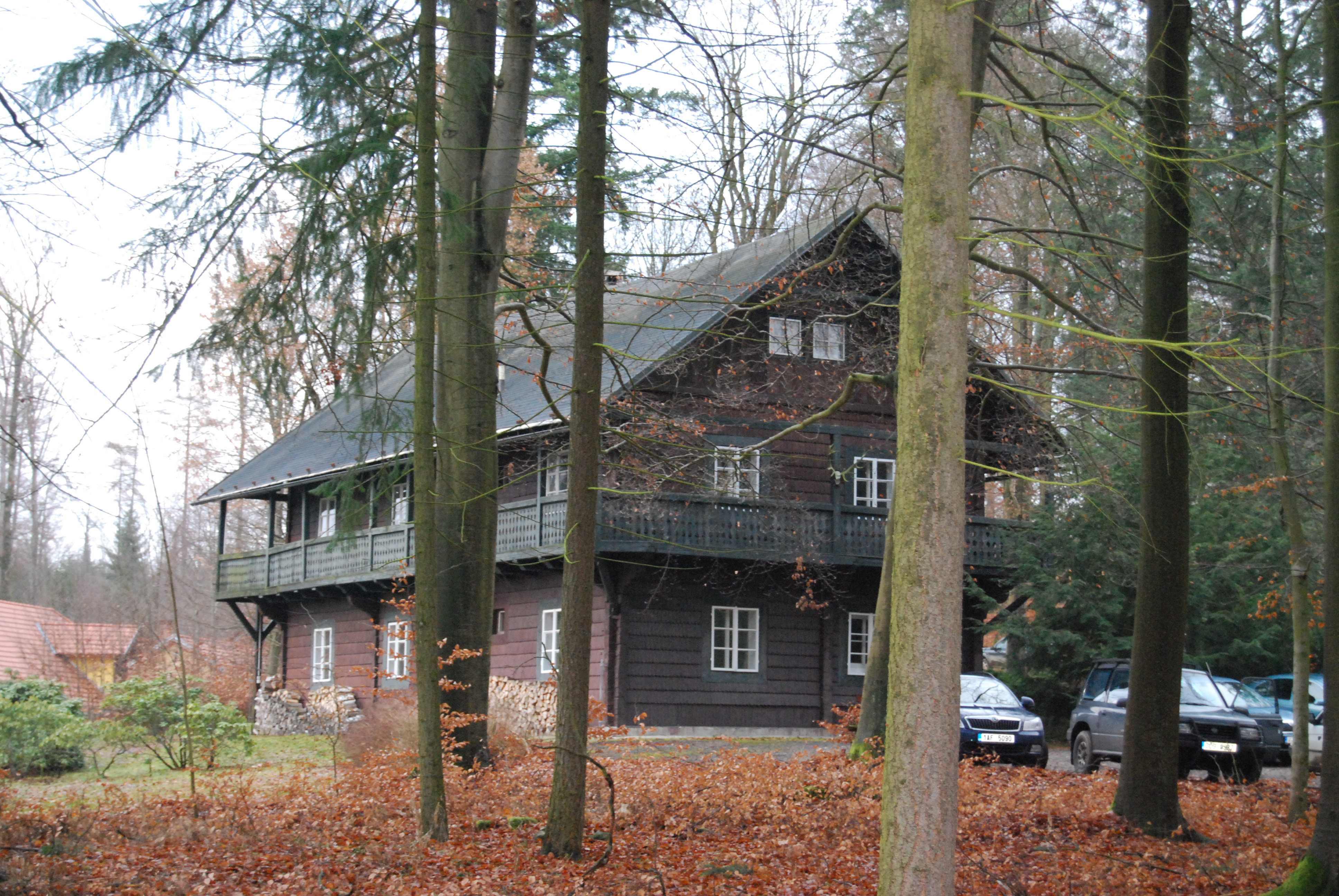
Jagdhaus Tyrolský dům

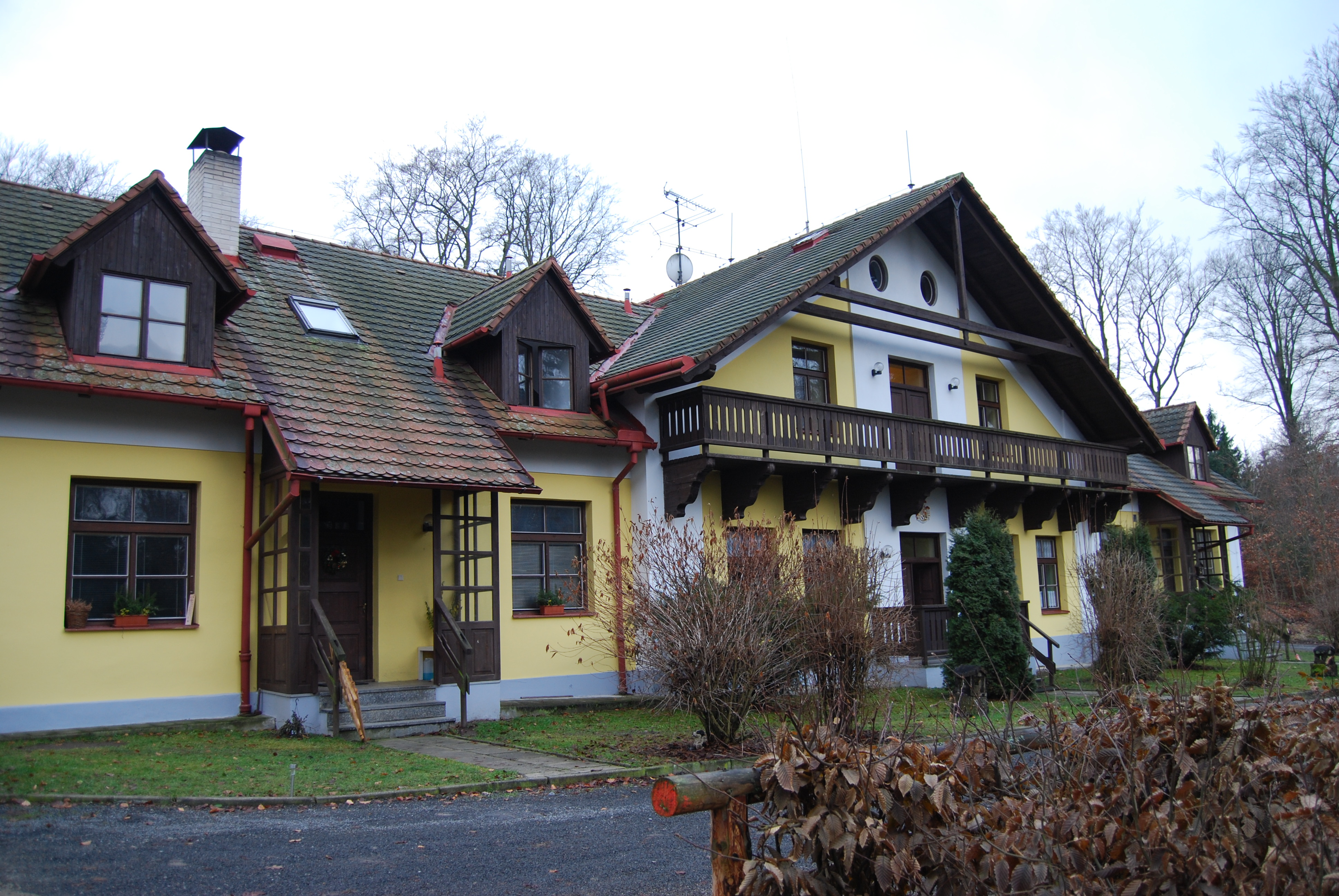
Ehemaliges Hegerhaus

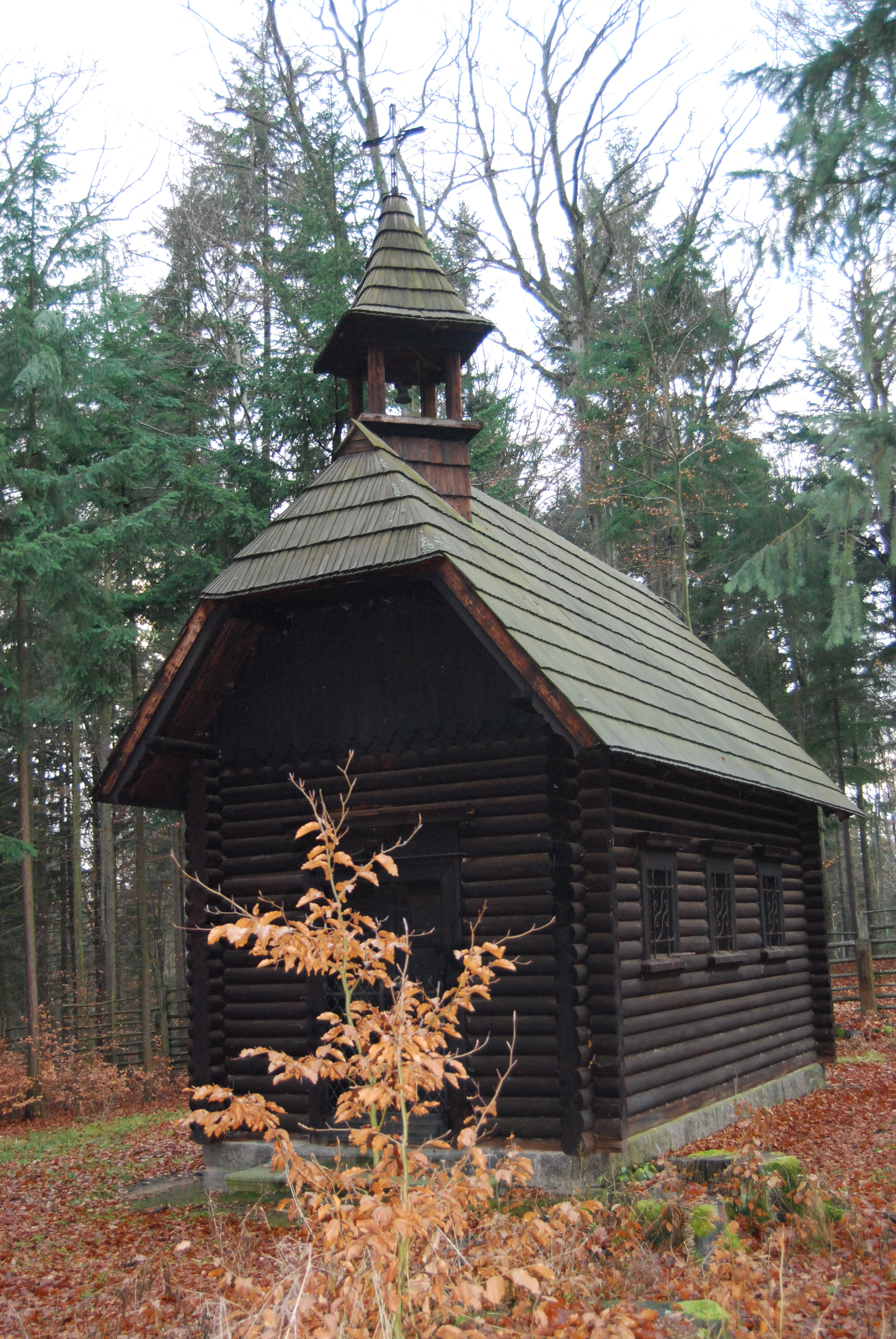
Kapelle des hl. Hubertus

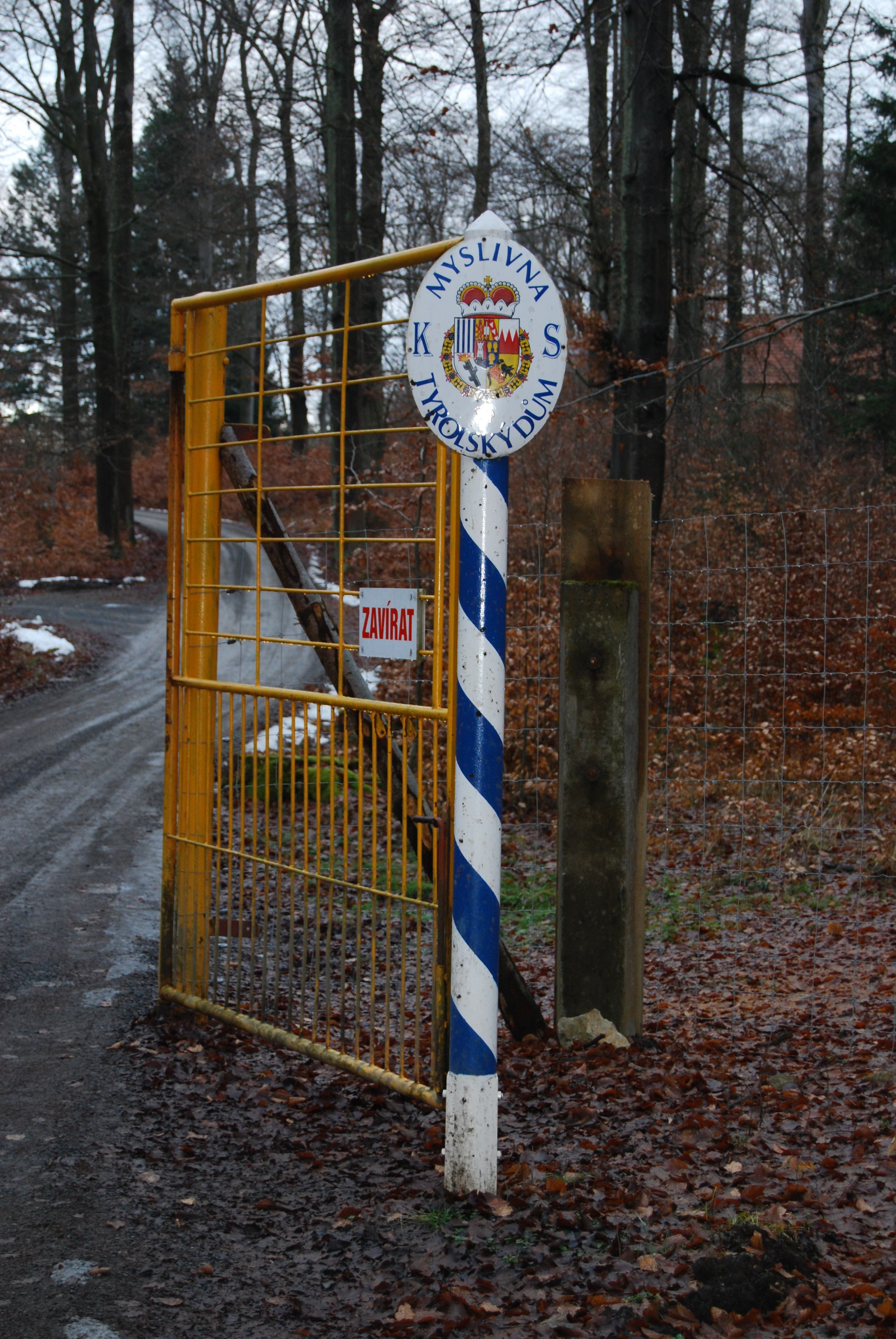
Einfahrt in das Wildgehege (mit Wappen des Besitzers Karel Schwarzenberg)

Tyrolský Dům (deutsch Tiroler Haus) ist eine Ansiedlung der Gemeinde Květov in Tschechien. Sie liegt anderthalb Kilometer südwestlich von Rukáveč in Südböhmen und gehört zum Okres Písek.

## Geographie
Tyrolský Dům befindet sich in der zum Mittelböhmischen Hügelland gehörigen Milevská pahorkatina. Die Siedlung liegt über der Quellmulde eines unbenannten Baches im Waldgebiet Kopaniny innerhalb des Wildgeheges Květovská obora. Südlich verläuft die Straße zwischen Květov und Branice, die zugleich die Grenze zu dem sich südlich anschließenden Wildgehege Rukávečská obora bildet. Nordöstlich erhebt sich die Vinice (552 m), im Südosten die Obora (Woboraberg, 570 m), südlich der Jirouškův vrch (552 m), im Südwesten die Oranice (538 m) sowie nordwestlich der Mlynářův vrch (512 m) und der Karlův vrch (Buchenberg, 535 m).
Nachbarorte sind Velká, Pazderna und Osek im Norden, Rukáveč im Nordosten, Líšnice und Okrouhlá im Osten, Branice im Südosten, Skalka, Stehlovice und Jetětice im Süden, Červená 2. díl und Vůsí im Südwesten, Dolnice und Květov im Westen sowie Svatý Jan und Hamr im Nordwesten.

## Geschichte
Das Waldgebiet Kopaniny diente neben dem Worliker Tiergarten als Jagdrevier der Besitzer der Herrschaft Worlik mit Klingenberg. Zwischen 1810 und 1814 ließ Karl II. Fürst zu Schwarzenberg im Tiergarten ein Jagdhaus im alpinen Baustil errichten, das danach im Volksmund als Jagdschlösschen Tirolerhaus bekannt wurde. Im Jahre 1880 ließ Karl III. Fürst zu Schwarzenberg die Anlage um eine Küche, Stallungen und weitere Nebengebäude erweitern. Anlässlich seiner Goldenen Hochzeit mit Wilhelmine Marie zu Oettingen wurde im Jahre 1903 nördlich des Jagdhauses die Kapelle des hl. Hubertus errichtet.

## Sehenswürdigkeiten
- Jagdhaus Tyrolský dům, das hölzerne Bauwerk mit geschnitzten Giebel, Veranda und Erker entstand zwischen 1810 und 1814. In den 1990er Jahren erhielt Karel Schwarzenberg das Jagdhaus und die Wildgehege restituiert.
- Ehemaliges Hegerhaus, erbaut um 1880
- Hölzerne Kapelle des hl. Hubertus, erbaut 1903 anlässlich der Goldenen Hochzeit Karls III. zu Schwarzenberg
- Naturdenkmal Rukávečská obora am Nordhang der Oranice in der Rukávečská obora, es umfasst eine Fläche von 3 ha und wurde bereits 1920 unter Schutz gestellt. Damit ist es eines der ältesten Schutzgebiete in Okres Písek.
- Wildgehege Rukávečská obora und Květovská obora, die durch die Straße von Květov nach Branice getrennten Gehege mit einer Ausdehnung von 730 ha befinden sich seit den 1990er Jahren wieder im Besitz der Familie Schwarzenberg. Am Rand der Gehege befinden sich eine geschützte knorrige Stieleiche (Dub u Květovské obory) und eine geschützte mächtige Buche (Květovský buk).
- Jagdhundefriedhof der Fürsten Schwarzenberg, gestaltet im Jugendstil